# Дьюзбери-Холл, Кирнан
Ки́рнан Фрэнк Дью́збери-Холл (англ. Kiernan Frank Dewsbury-Hall; 6 сентября 1998, Ноттингем) — английский футболист, центральный полузащитник клуба «Эвертон».

## Клубная карьера
Дьюзбери-Холл родился в Ноттингеме и вырос в Шепшеде, Лестершир. Он присоединился к академии «Лестер Сити» в 2006 году в возрасте восьми лет, перейдя из команды «Шепшед Динамо», за которую он играл с 6 лет. В 2017 году Дьюзбери-Холл подписал свой первый профессиональный контракт с клубом, а в 2019 году был признан игроком года в молодёжной команде «Лестер Сити».
25 января 2020 года Дьюзбери-Холл дебютировал в основной команде «Лестер Сити» в победном матче Кубка Англии против «Брентфорда» (1:0), выйдя на замену Келечи Ихеаначо. Двумя днями позже он перешел в «Блэкпул» на правах аренды на оставшуюся часть сезона 2019/20. На следующий день в своём дебютном матче за новый клуб против «Уиком Уондерерс» (1:2) отметился голом после того как вышел на замену в перерыве матча. Всего за «Блэкпул» сыграл в десяти матчах, в которых забил четыре гола.
16 октября 2020 года Дьюзбери-Холл подписал новый четырёхлетний контракт с «Лестер Сити», после чего перешёл в «Лутон Таун» на правах сезонной аренды. По итогам сезона, в котором он принял участие в 40 матчах «шляпников» и забил три гола, Дьюзбери-Холл был признан лучшим игроком сезона в «Лутоне» по версии футболистов команды.
28 августа 2021 года дебютировал в Премьер-лиге, заменив Джеймса Мэддисона в матче против «Норвич Сити» (2:1). 10 декабря он забил свой первый гол за «Лестер Сити» в матче группового этапа Лиги Европы против «Наполи» (3:2). Свой первый гол в Премьер-лиге он забил 10 апреля 2022 года в матче против «Кристал Пэлас» (2:1). Всего в сезоне 2021/22 принял участие в 44 матчах «Лестер Сити», в которых забил три гола.
24 июня 2022 года Дьюзбери-Холл подписал новый долгосрочный контракт с «Лестер Сити» до 2027 года.
В сезоне 2023/24, в котором «Лестер» выступал в Чемпионшипе, куда вылетел годом ранее, Дьюзбери-Холл забил 12 голов и сделал 14 результативных передач в 44 матчах чемпионата, чем помог команде выиграть турнир и вернуться в Премьер-лигу. По итогам сезона был признан лучшим игроком команды как по версии болельщиков, так и по версии футболистов.
2 июля 2024 года перешёл в лондонский «Челси», подписав пятилетний контракт. В сезоне 2024/25 принял участие в 36 матчах клуба и забил пять голов, став в составе команды победителем Лиги конференций УЕФА и Клубного чемпионата мира.
6 августа 2025 года перешёл в «Эвертон», с которым подписал контракт на 5 лет.

## Статистика выступлений

### Клубная
| Выступление      | Выступление      | Выступление      | Лига | Лига | Кубок | Кубок | Кубок лиги | Кубок лиги | Еврокубки | Еврокубки | Прочие | Прочие | Итого | Итого |
| Клуб             | Лига             | Сезон            | Игры | Голы | Игры  | Голы  | Игры       | Голы       | Игры      | Голы      | Игры   | Голы   | Игры  | Голы  |
| ---------------- | ---------------- | ---------------- | ---- | ---- | ----- | ----- | ---------- | ---------- | --------- | --------- | ------ | ------ | ----- | ----- |
| Лестер Сити      | Премьер-лига     | 2019/20          | 0    | 0    | 1     | 0     | 0          | 0          | —         | —         | —      | —      | 1     | 0     |
| Лестер Сити      | Премьер-лига     | 2020/21          | 0    | 0    | 0     | 0     | 1          | 0          | —         | —         | —      | —      | 1     | 0     |
| Лестер Сити      | Премьер-лига     | 2021/22          | 28   | 1    | 1     | 0     | 3          | 0          | 11        | 2         | 1      | 0      | 44    | 3     |
| Лестер Сити      | Премьер-лига     | 2022/23          | 31   | 2    | 2     | 0     | 1          | 0          | —         | —         | —      | —      | 34    | 2     |
| Лестер Сити      | Чемпионшип       | 2023/24          | 44   | 12   | 2     | 0     | 3          | 0          | —         | —         | —      | —      | 49    | 12    |
| Лестер Сити      | Итого            | Итого            | 103  | 15   | 6     | 0     | 8          | 0          | 11        | 2         | 1      | 0      | 129   | 17    |
| → Блэкпул        | Лига 1           | 2019/20          | 10   | 4    | 0     | 0     | 0          | 0          | —         | —         | —      | —      | 10    | 4     |
| → Блэкпул        | Итого            | Итого            | 10   | 4    | 0     | 0     | 0          | 0          | —         | —         | —      | —      | 10    | 4     |
| → Лутон Таун     | Чемпионшип       | 2020/21          | 39   | 3    | 1     | 0     | 0          | 0          | —         | —         | —      | —      | 40    | 3     |
| → Лутон Таун     | Итого            | Итого            | 39   | 3    | 1     | 0     | 0          | 0          | —         | —         | —      | —      | 40    | 3     |
| Челси            | Премьер-лига     | 2024/25          | 13   | 0    | 1     | 0     | 2          | 0          | 15        | 4         | 5      | 1      | 36    | 5     |
| Челси            | Итого            | Итого            | 13   | 0    | 1     | 0     | 2          | 0          | 15        | 4         | 5      | 1      | 36    | 5     |
| Эвертон          | Премьер-лига     | 2025/26          | 1    | 0    | 0     | 0     | 0          | 0          | —         | —         | —      | —      | 1     | 0     |
| Эвертон          | Итого            | Итого            | 1    | 0    | 0     | 0     | 0          | 0          | —         | —         | —      | —      | 1     | 0     |
| Всего за карьеру | Всего за карьеру | Всего за карьеру | 166  | 22   | 8     | 0     | 10         | 0          | 26        | 6         | 6      | 1      | 216   | 29    |

1. ↑  Кубок Англии
2. ↑  Кубок Английской футбольной лиги
3. ↑  Лига Европы УЕФА, Лига конференций УЕФА
4. ↑  Суперкубок Англии, Клубный чемпионат мира

## Достижения

### Командные
«Лестер Сити»
- Обладатель Суперкубка Англии: 2021
- Победитель Чемпионшипа Английской футбольной лиги: 2023/24

«Челси»
- Победитель Лиги конференций УЕФА: 2024/25
- Победитель Клубного чемпионата мира: 2025

### Личные
- Игрок года ФК «Лестер Сити»: 2023/24
- Команда года по версии ПФА: Чемпионшип 2023/24
- Команда года Чемпионшипа Английской футбольной лиги: 2023/24

## Примечание
1. ↑  'I Want To Build My Leicester City Story' (англ.). www.lcfc.com. Дата обращения: 23 апреля 2023. Архивировано 23 апреля 2023 года.
2. 1 2  Jordan Blackwell. Who is Dewsbury-Hall? Youngster who could make debut at Brentford (англ.). LeicestershireLive (25 января 2020). Дата обращения: 23 апреля 2023. Архивировано 27 января 2021 года.
3. ↑  BBC - Leicester - Junior Football - League Summary: U8's. www.bbc.co.uk. Дата обращения: 23 апреля 2023. Архивировано 13 мая 2023 года.
4. ↑  BBC - Leicester - Junior Football - League Summary: U9s (англ.). www.bbc.co.uk. Дата обращения: 23 апреля 2023. Архивировано 13 мая 2023 года.
5. ↑  Jordan Blackwell, Jamie Kemble. Brentford v Leicester City – Match report and reaction (англ.). LeicestershireLive (25 января 2020). Дата обращения: 23 апреля 2023. Архивировано 25 января 2020 года.
6. ↑  Blackpool make yet another January signing with loan capture of highly-rated Leicester City youngster | Blackpool Gazette. web.archive.org (17 июня 2021). Дата обращения: 23 апреля 2023. Архивировано 17 июня 2021 года.
7. ↑  Wycombe beat Blackpool after delayed start. BBC Sport. Архивировано 23 апреля 2023. Дата обращения: 23 апреля 2023.
8. ↑  Jordan Blackwell. Dewsbury-Hall commits future to City before sealing Luton loan move (англ.). LeicestershireLive (16 октября 2020). Дата обращения: 23 апреля 2023. Архивировано 17 ноября 2020 года.
9. ↑  Luton Town Supporters' Trust 2020-21 season presentation evening (брит. англ.). www.lutontown.co.uk. Дата обращения: 23 апреля 2023. Архивировано 26 декабря 2022 года.
10. ↑  Norwich remain pointless as Leicester win. BBC Sport. Архивировано 2 апреля 2023. Дата обращения: 23 апреля 2023.
11. ↑  Associated Press. Dewsbury-Hall gets 1st EPL goal, Leicester beats Palace 2-1 (англ.). San Diego Union-Tribune (10 апреля 2022). Дата обращения: 23 апреля 2023. Архивировано 31 мая 2023 года.
12. ↑  Kiernan Dewsbury-Hall Signs New Long-Term Deal At Leicester City (англ.). www.lcfc.com. Дата обращения: 23 апреля 2023. Архивировано 23 апреля 2023 года.
13. 1 2  Award Braces For Dewsbury-Hall & Rantala. Leicester City FC. 30 апреля 2024. Дата обращения: 1 мая 2024.
14. ↑  Chelsea complete Kiernan Dewsbury-Hall signing! (англ.). Chelsea FC (2 июля 2024). Дата обращения: 10 мая 2025.
15. ↑  Everton Sign Dewsbury-Hall From Chelsea (англ.). Официальный сайт ФК «Эвертон» (6 августа 2025). Дата обращения: 6 августа 2025.